# Hotel Luxor
A Luxor Las Vegas egy kaszinóhotel, amely a Las Vegas Strip déli végén található, Paradise városában, Nevadában. Az ingatlan tulajdonosa a Vici Properties, az üzemeltetést pedig az MGM Resorts International végzi. A szálloda ókori egyiptomi stílusban épült, és egy 6058 m² alapterületű kaszinót, valamint 4407 szobát kínál. A 30 emeletes piramisépület belsejében található a világ legnagyobb átriuma, amelynek térfogata 821 ezer m³. A piramis csúcsából egy rendkívül erős fénysugár világít az ég felé, amely a világ legerősebb ember által létrehozott fénye.
A projektet a Circus Circus Enterprises valósította meg, 375 millió dolláros beruházással. Az építkezés 1992. április 21-én kezdődött, a szálloda pedig 1993. október 15-én nyitotta meg kapuit 2526 szobával. 1996 és 1997 között egy újabb, 300 millió dolláros bővítés és felújítás zajlott, melynek keretében két 22 emeletes torony épült, továbbá létrehozták Nevada első 3D IMAX moziját. Ekkor az egyiptomi tematika bizonyos elemeit mérsékelték, például eltávolították a fedett Nílus-folyó hajóutat.
A Luxor 2005-ben került az MGM tulajdonába, amely két évvel később további 300 millió dolláros átépítésbe kezdett. Ennek során tovább csökkentették az egyiptomi stílus hangsúlyát, viszont új éttermekkel és klubokkal gazdagították az üdülőhelyet. 2018-ban itt nyílt meg a Strip első e-sport arénája. A Luxor története során számos neves fellépő szórakoztatta a vendégeket, köztük Carrot Top komikus, a Blue Man Group és Criss Angel illuzionista.

## Története

### Építkezés és megnyitó

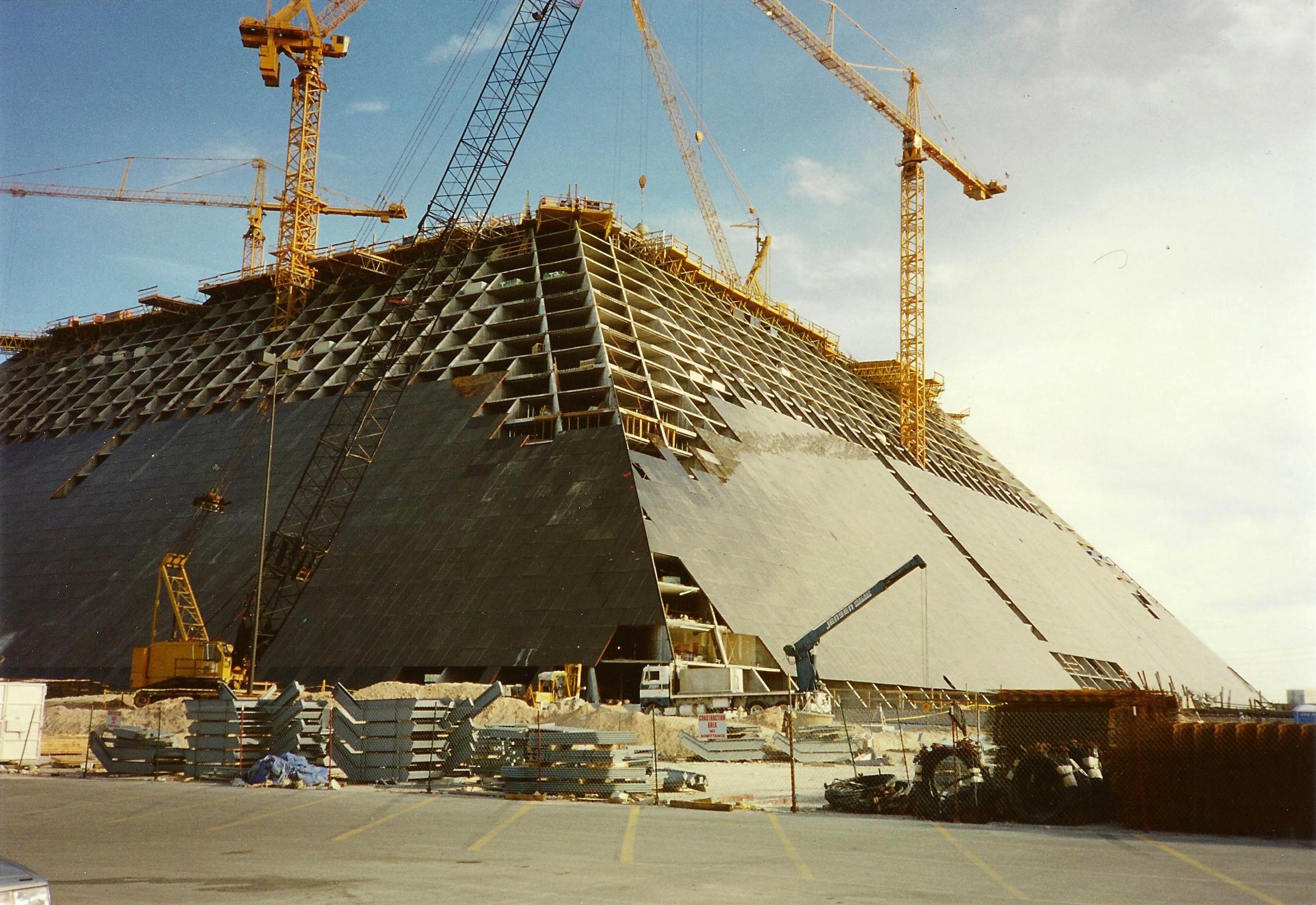
A Luxor az építkezés alatt, 1993. április

A Circus Circus Enterprises 1991. november 14-én jelentette be az üdülőhely tervét. A projektet kezdetben „Project X” néven emlegették, és egy piramis alakú szálloda-kaszinót álmodtak meg a Las Vegas Stripre. Az építkezés alapkövét 1992. április 21-én tették le, ekkor kapta végleges nevét is: „Luxor”, az egyiptomi város után.
A terveket Veldon Simpson készítette, a belsőépítészeti munkákat pedig a Yates-Silverman, Inc. irányította. A cég tulajdonosa és elnöke, Charles L. Silverman háromszor is Egyiptomba utazott, hogy átvegye az ország hangulatát és atmoszféráját. Később úgy nyilatkozott, hogy a Luxor volt a „legérdekesebb és legnagyobb kihívást jelentő” projektje. Mielőtt az ókori egyiptomi tematika véglegessé vált volna, a Yates-Silverman még egy másik ötletet is fontolgatott: egy várárkot, amelyen egy valódi folyami kaszinóhajó közlekedett volna. A témavilág hitelességét végül egyiptológusok segítették kialakítani és felügyelni. Az épület belsejét üvegszálból és gipszből készült műtárgymásolatokkal látták el, így idézve meg az ókori Egyiptom hangulatát.
A fő kivitelezést a Perini Building Company végezte. Az építkezésben több mint 150 alvállalkozó és mintegy 3500 munkás vett részt, közülük azonban sajnálatos módon többen életüket vesztették munka közben. A piramis fém- és üvegborítását a cincinnati székhelyű Waltek cég készítette. A 30 emeletes épület a világ egyik legnagyobb ilyen jellegű kivitelezési projektjének számított. A piramist 1993. július 9-én fejezték be teljesen.
A Luxor felépítése 375 millió dollárba került. A projektet teljes egészében a Circus Circus más ingatlanjaiból származó bevételekből finanszírozták, külső befektetők bevonása nélkül. William Bennett, a Circus Circus elnöke úgy nyilatkozott, hogy az építkezés során a legnagyobb nehézséget nem maguk a munkálatok, hanem Clark megye hivatalnokaival való egyeztetés jelentette. Úgy érezte, hogy a hatóságok túl szigorúan bírálták a piramis formájú üdülőhelyet, és a szabályozások – például a szigorúbb tűzvédelmi előírások – indokolatlanul megdrágították az építést.
A Luxor 1993. október 14-én este több száz meghívott vendég részvételével rendezett egy nagyszabású, megnyitó előtti rendezvényt. A szálloda másnap, október 15-én hajnalban, 4 órakor nyitotta meg kapuit a nagyközönség előtt, és azonnal több ezer látogatót fogadott. A Luxor közvetlen versenytársa a nem sokkal később megnyíló MGM Grand és Treasure Island volt, amelyek szintén a családbarát turizmust célozták meg. Az üdülőhely üzemeltetéséhez összesen 4500 alkalmazottat vettek fel.
Tupac Shakur, akit 1996-ban Las Vegasban halálosan meglőttek, tartózkodása idején a Luxorban lakott. A gépkocsiból leadott lövések azonban nem a szálloda közelében érték, hanem attól mintegy hat kilométerre.

### Felújítások és tulajdonosváltások

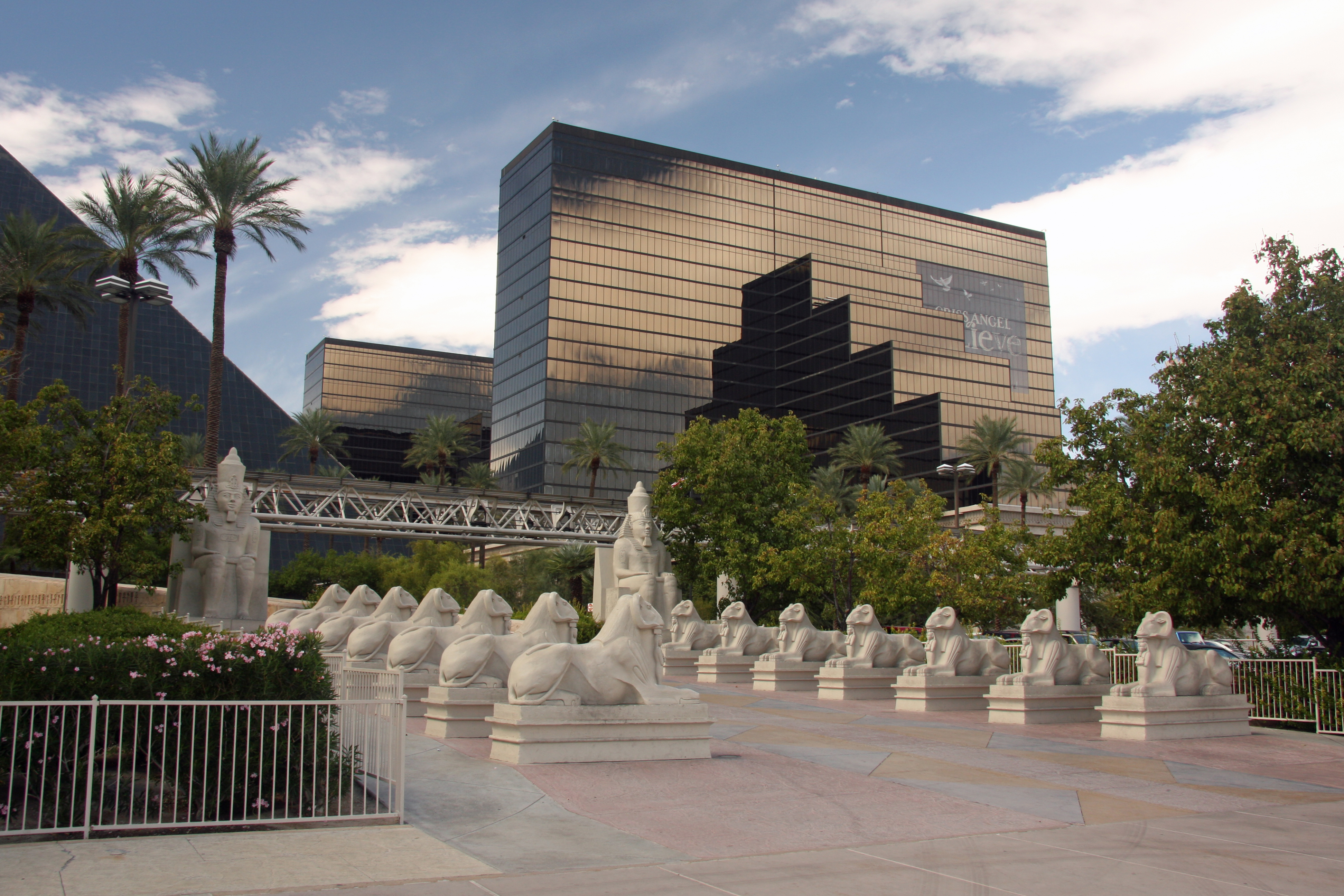
Az 1996-ban hozzáépített további szállodatornyok

A Luxor megnyitását követően néhány éven belül az üdülőhely vezetősége arra jutott, hogy az ingatlant érdemes továbbfejleszteni és kibővíteni. 1996 januárjában elindult egy 300 millió dolláros felújítási és bővítési projekt, amelynek főbb munkálatai nagyjából egy év alatt lezajlottak. Ennek részeként két új szállodatorony épült, valamint áttervezték a kaszinó belső tereit. A nyitáskor átadott űrutazás- és New York-i látképet idéző részlegeket ekkor megszüntették, és az egyiptomi tematika hangsúlyát is mérsékelték. A változtatások beváltották a hozzájuk fűzött reményeket: a bevételek emelkedtek, és 2003-ra a Luxor egy stabilan nyereséges üdülőhellyé vált. Néhány évvel később arról is beszámoltak, hogy a szállodát több látogató kereste fel, mint magát az egyiptomi Luxor városát.
1999-ben a Circus Circus Enterprises új nevet kapott, és Mandalay Resort Groupként működött tovább, majd 2005-ben a céget felvásárolta az MGM Mirage (amely később MGM Resorts International lett). Két évvel később az új tulajdonos újabb 300 millió dolláros felújítást jelentett be, amely ismét az egyiptomi stílus visszafogását célozta. Felix Rappaport, a Luxor akkori elnöke és vezérigazgatója ezt mondta: „Nem brit múzeum vagyunk ősi tárgyakkal, hanem egy kaszinó-üdülőhely. Kívülről ez az épület lenyűgöző látványt nyújtott, a piramis mindig ámulatot keltett, de belül sosem váltotta be ezt az ígéretet.” Hozzátette: „Igyekszünk megközelíthetőek lenni. Szeretnénk egy menőbb és trendi középkategóriás szálloda lenni. Kevesebb tematikát szeretnénk, de továbbra is középkategóriás szálloda szeretnénk maradni.” A belső átalakítások ellenére a piramis és az egyiptomi stílusú külső megmaradt. Az üdülőhely ugyanakkor új, felnőtteknek szánt szórakozóhelyekkel, modern éttermekkel, bárokkal és klubokkal gyarapodott.
A szállodai szobákat 2021-ben ismét felújították. Egy évvel később a Vici Properties megvásárolta az MGM Growth Properties-t, így a Strip számos más ingatlanával együtt a Luxort is megszerezte, miközben az üzemeltetést továbbra is az MGM látja el.

### 2007-es robbantás
2007. május 7-én egy járműben elhelyezett, házilag készített csőbomba robbant fel a Luxor parkolóházában, amelyben egy húszas éveiben járó férfi életét vesztette. Az áldozat a Luxor ételudvarában működő Nathan’s Famous hot dog étterem munkatársa volt, és a merénylet célpontjának számított. Az üdülőhely kiürítésére nem volt szükség, a működés zavartalanul folytatódott, és sem a parkolóház, sem a kaszinó nem szenvedett károkat.
Két férfit találtak bűnösnek a robbantás elkövetésében. A tett indítéka féltékenységből fakadt: az áldozat kapcsolatban állt az egyik elkövető volt barátnőjével. 2010-ben mindkét férfit életfogytiglani szabadságvesztésre ítélték, feltételes szabadlábra helyezés lehetősége nélkül.

## Leírás

A Luxor Las Vegas méreteinek összehasonlítása más híres piramis formájú vagy hasonló jellegű építményekkel

Luxor a Strip déli végén található, két másik, a Circus Circus Enterprises által fejlesztett üdülőhely között: északon az Excalibur (1990-ben nyílt meg) és délen a Mandalay Bay (1999-ben nyílt meg). A Mandalay Bay Tram közlekedik a három ingatlan között.
A Luxor jellegzetes piramisa 30 emelet magas, 109 méteres magasságával uralja a környéket. Külső oldalait néha reklámcélokra használják. Belsejében található a világ legnagyobb átriuma, amelynek térfogata eléri a 821 ezer köbmétert. A komplexum külső látványosságai közé tartozik a gízai Nagy szfinx élethű másolata, amely a piramis előtt helyezkedik el, arccal a Strip felé. A monumentális szobor 32 méter magas, 24 méter széles és 80 méter hosszú. Testében található a szálloda főbejárata (porte-cochère), előtte pedig egy obeliszk emelkedik.
A Luxor 4407 szobával rendelkezik. Amikor megnyílt, még csak 2526 szoba tartozott hozzá, és mindegyik a piramisban kapott helyet. A szobák a piramis belső falain sorakoznak, az előttük húzódó folyosókról pedig közvetlen rálátás nyílik a hatalmas átriumra. A vendégeket különleges, ferde liftek szállítják a szobákhoz, amelyek 39 fokos szögben mozognak a piramis belsejében. Összesen nyolc ilyen felvonó működik, mindegyik saroknál kettő. 1996-ban két új szállodatoronnyal bővült a komplexum, közvetlenül a piramistól északra. A Klai Juba Architects által tervezett, zikkurat formájú, 22 emeletes épületek közel 2000 további szobát adtak a kínálathoz. A piramis és a hozzá tartozó tornyok külső burkolata fekete üvegpanelekből készült, amelyek különleges, modern megjelenést kölcsönöznek az egész építménynek.
A Luxor egy 6058 m² alapterületű kaszinóval rendelkezik. A nyitáskor mintegy 2500 nyerőgépet kínált, amelyek közül sok egyiptomi témát idézett meg. A kaszinóban emellett 82 asztali játék, egy külön pókerterem, valamint lóverseny- és sportfogadási részleg is helyet kapott. Az 1996–97-es felújítás során egy elegáns, magas téteket kínáló játékrészleget alakítottak ki. Ugyanekkor nyílt meg a Giza Galleria is, egy kisebb bevásárlóközpont 18 üzlettel. A komplexumhoz tartozik a Mandalay Place bevásárlóközpont is, amelyet egy fedett gyaloghíd köt össze a Mandalay Bay és a Luxor épülete között.

### Luxor Sky Beam

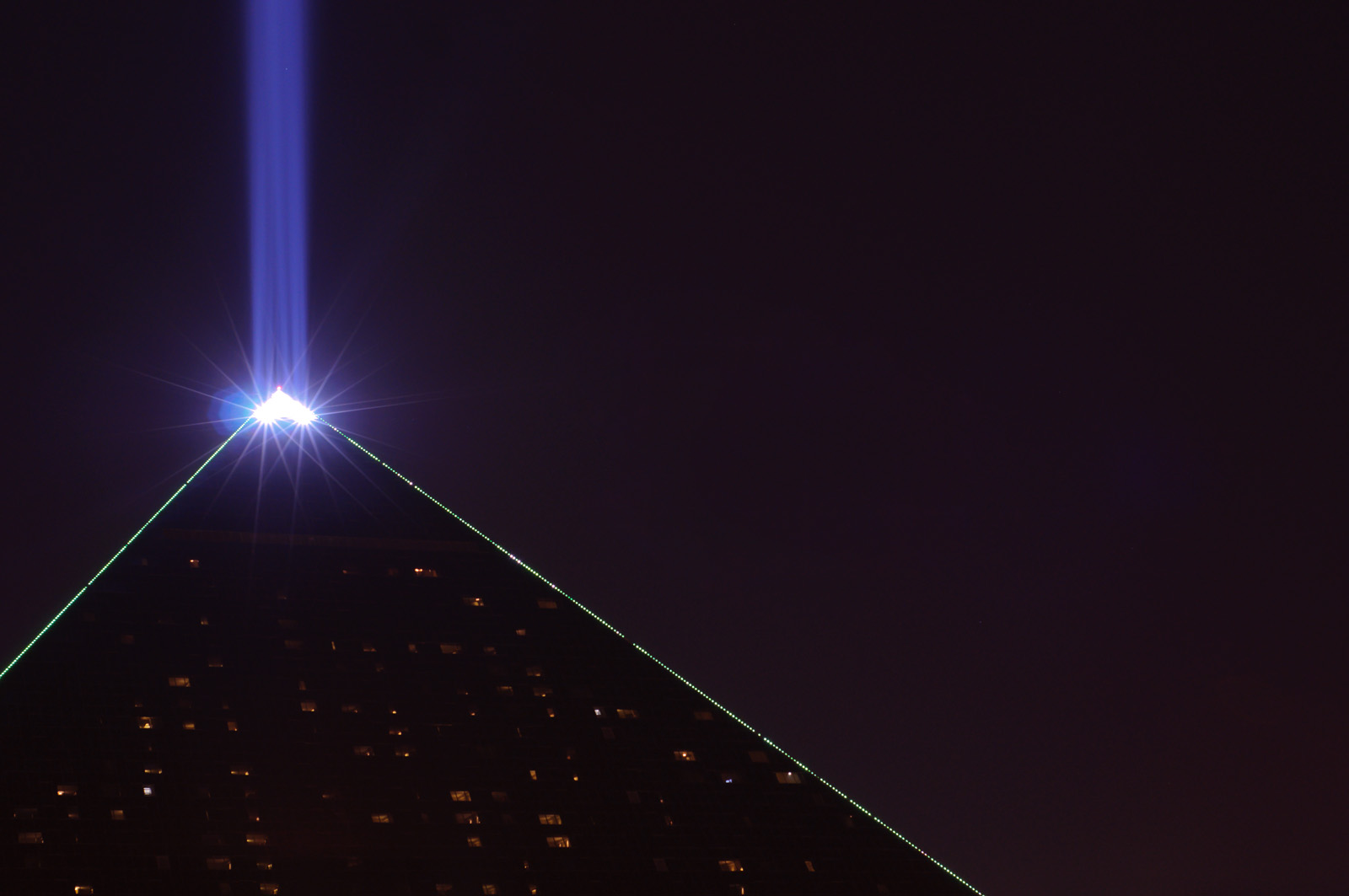
A fénynyaláb 2011-ben

A Luxor piramisának csúcsa három szintből áll, innen tör az égbe a híres Luxor Sky Beam fénysugár. Ez a világ legerősebb ember alkotta fénye: 39 xenonlámpa fényét gyűjtik össze görbített tükrök, majd egyetlen, rendkívül erős és keskeny sugárba fókuszálják. A rendszert a G-Force International Entertainment Corporation tervezte és építette. Minden lámpa 7 000 watt teljesítményű, darabonként körülbelül 1 200 dollárba került 2001-ben. Teljes kapacitáson a működtetés óránként 51 dollárt emészt fel, ebből 20 dollár az áramköltség.
A fény először 1993. október 14-én éjszaka világított fel, és azóta is megbízhatóan üzemel. Derült időben akár 443 kilométerről is látható a repülőgépekből, például Los Angeles fölött. A sugár vonzza az éjjeli lepkéket, amelyek odavonzzák a denevéreket és a baglyokat is.
A lámpák helyisége mintegy 15 méterre található a piramis csúcsa alatt, ahol működés közben a hőmérséklet elérheti a 150 °C-ot. Emiatt nappal kétfős személyzet tartja felügyelet alatt a rendszert. A csúcs közelében pedig mértek már 260 °C-ot is. A fényerő eredetileg 42,3 milliárd kandela volt, és a fénynyaláb 11 kilométer magasra világított. 2008 óta költség- és energiatakarékossági okokból a lámpák felét használják csak. Később felmerült a teljes lekapcsolás lehetősége is, ám a turisták körében végzett felmérés alapján az ötletet a többség elutasította.

### Egyéb világítás
A Sky Beam fénycsóvát leszámítva a piramis kezdetben szinte teljesen beleolvadt az éjszaka sötétjébe, mivel nem rendelkezett más külső világítással. 1997-ben a Bee Construction felszerelte a négy külső élét számítógép-vezérelt stroboszkóp fényekkel. A projekt kutatására és fejlesztésére négy évet fordítottak, maga a két hónapos kivitelezés pedig 1 millió dollárba került. A rendszerhez egy kültéri hangosítás is tartozott, amely lehetővé tette szinkronizált fény- és hangshow-k bemutatását.
2003-ban a Luxor pert indított a Bee Construction ellen, arra hivatkozva, hogy a fényrendszer tervezési és kivitelezési hibákkal készült, amelyek gyakori áramkimaradásokhoz vezettek. A kereset szerint a cég a javításra és alkatrészcserére vonatkozó szerződési kötelezettségeit sem teljesítette. 2019-ben új LED-világítást telepítettek a piramis élein. Ezek a lámpák programozhatóak, és számos különböző szín megjelenítésére alkalmasak, modernebbé téve az épület éjszakai látványát.

## Látványosságok

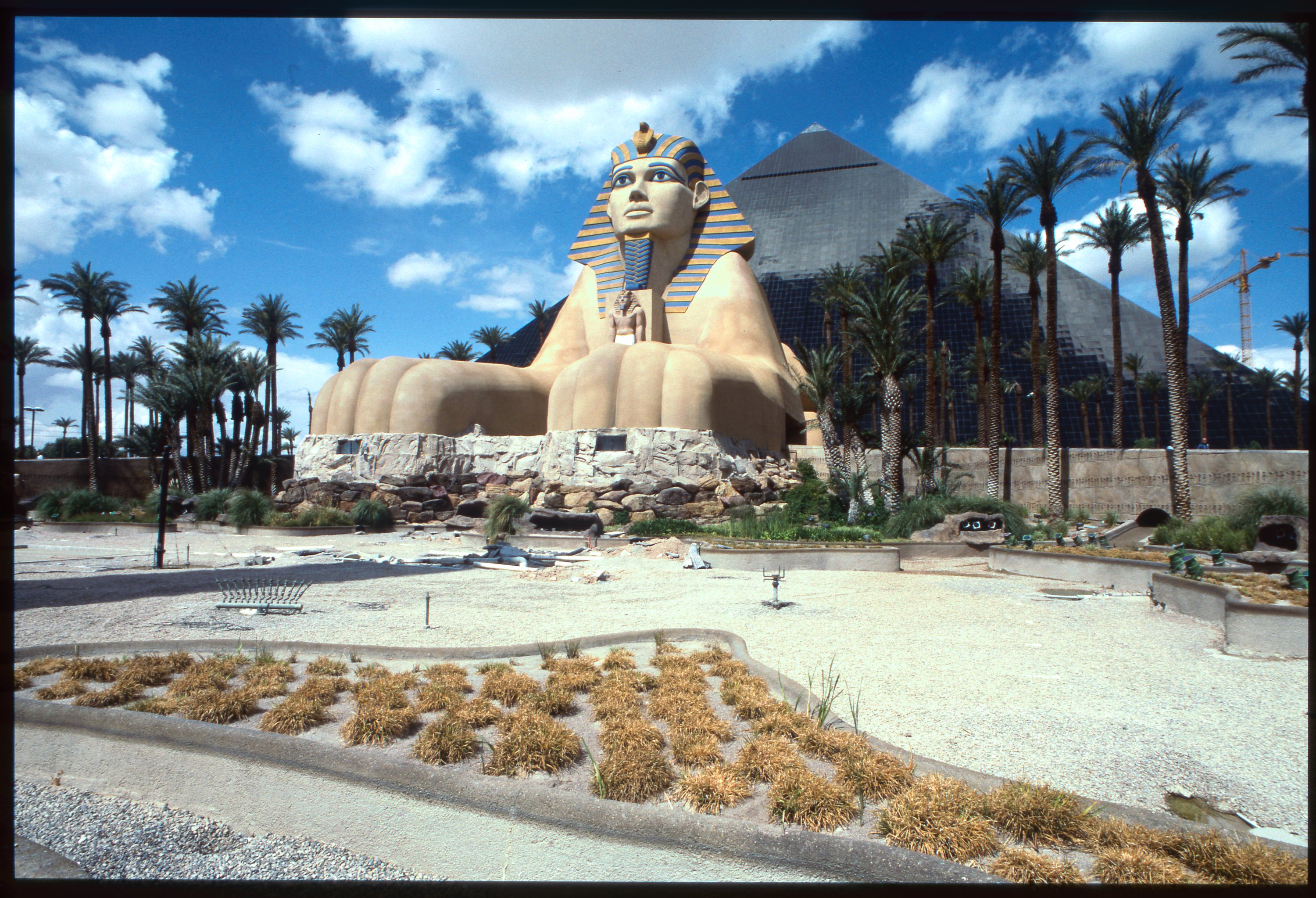
A Karnak-tó maradványai, 1996. május

A Luxor megnyitásakor az egyik fő látványosság a 1100 köbméteres Karnak-tó volt, amely a szfinx és az obeliszk között helyezkedett el. A tó több mint száz számítógép-vezérelt szökőkútja nappal a magasba lövellte a vizet, esténként pedig része volt egy ingyenes fényjátéknak: a szfinx szemeiből kilövellő lézerek egy 15 méter magas vízfüggönyre vetítettek egyiptomi motívumokat. A show célja az volt, hogy felvegye a versenyt a The Mirage vulkánjával, ám végül nem érte el annak népszerűségét. 1995 végén a Szövetségi Légügyi Hivatal (FAA) biztonsági okokból betiltott minden lézershow-t a McCarran repülőtértől számított 32 kilométeres körzetben, ezzel lezárva a Karnak-tó történetét.
Az üdülőhely a kezdetekben a fedett Nílus-folyó túrát is kínálta: egy 15 perces, fizetős csónakutat, amely körbejárta a kaszinót, és az ókori műalkotások másolatai mellett haladt el. A mesterséges folyó 910 méter hosszú volt, de három év után megszüntették.
A nyitáskor debütált a Secrets of the Luxor Pyramid is, amelyet Douglas Trumbull vizuális effektszakértő álmodott meg. Ez három részből állt – In Search of the Obelisk, Luxor Live és Theater of Time –, mindegyik külön színházban. Az utolsó produkciót egy hétemeletnyi vászonra vetítették. 1996-ban ezt a vásznat IMAX mozivá alakították, ahol 3D filmeket mutattak be, elsőként Nevadában. Eközben az In Search of the Obelisk olyan sikeres lett, hogy országos forgalmazásba is került más IMAX mozikban.
2024-ben megnyílt a Play Playground, egy 1300 m²-es fedett játszótér, amely kezdetben gyerekeknek és felnőtteknek egyaránt kínált interaktív szórakozást, többek között játékokkal és légvárral. Azóta azonban irányt váltott, és jelenleg kizárólag 21 éven felüli vendégeket engednek be.

### Múzeum és kiállítások
A King Tut’s Tomb and Museum 1993 decemberében nyitotta meg kapuit a Luxorban. A kiállítás négy teremben mutatta be az ókori Egyiptom történelmét, különféle tárgymásolatokon keresztül. Ezeket kairói művészek készítették kifejezetten a múzeum számára, és még a neves egyiptológus, Záhi Havássz is jóváhagyta a tárlatot, mielőtt az látogathatóvá vált. A múzeum csúcspontját Tutanhamon sírjának hiteles rekonstrukciója jelentette, amely a Királyok Völgyében talált eredeti alapján készült, és közel 360 000 dollárba került.
Az 1190 m²-es intézmény 2008 júniusában zárt be, amikor a Luxor fokozatosan visszafogta erőteljes egyiptomi tematikáját. A kiállított másolatokat a Las Vegas-i Természettudományi Múzeumnak adományozták, ahol 2010 januárjától a „Treasures of Egypt” tárlat részeként láthatók.
A King Tut múzeum helyét 2008-ban a Titanic: The Artifact Exhibition vette át, amely az elsüllyedt óceánjáró relikviáit vonultatta fel, köztük a híressé vált „Big Piece” néven ismert hajólemez-darabot. Mellette ugyanebben az évben nyílt meg a Bodies: The Exhibition is. Mindkét kiállítás korábban a közeli Tropicana szállodában kapott helyet, ám a Luxorba költöztetésükhöz el kellett bontani az IMAX mozit és egy játéktermet.
2012-ben megnyílt a Score! nevű, 740 m²-es sport-relikvia kiállítás, majd 2022-ben – Tutanhamon sírjának felfedezése 100. évfordulójának tiszteletére – a Discovering King Tut’s Tomb interaktív bemutató.

### Éttermek és klubok

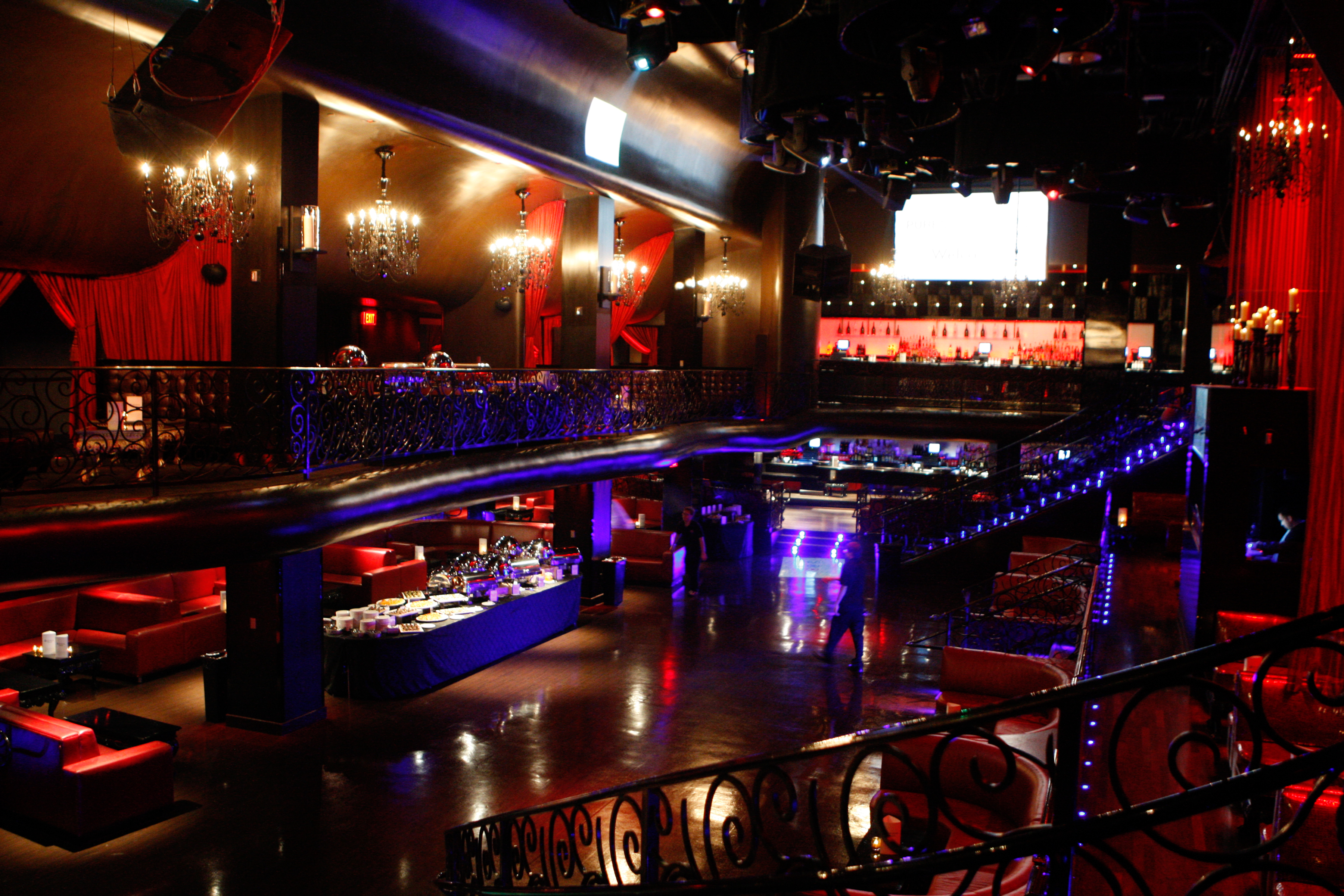
A LAX klub belső tere

A Luxor eredetileg hét étteremmel nyitotta meg kapuit, majd 1997-ben egy ételudvarral is kiegészült a választék. Egy évvel később a Gourmet magazin az Egyesült Államok 50 legjobb üdülőhelye közé sorolta a szállodát, elsősorban a kiemelkedő éttermi kínálatának köszönhetően. A 1990-es évek végén a legismertebb vendéglátóhelyei közé tartozott a Luxor Steakhouse, valamint az Isis nevű francia gourmet étterem. Az üdülőhely ma is több különleges gasztronómiai élményt kínál, például az átrium szintjén található mexikói éttermet, a Diablo’s Cantina-t.
2007-ben nyílt meg a Company American Bistro, amelynek befektetői között olyan hírességek szerepeltek, mint Nick Lachey, Paris Hilton és Wilmer Valderrama. Ugyanebben az évben az Isis étterem helyére a CatHouse került – egy éjszakai klub és étterem kombinációja, Kerry Simon séf vezetésével. A hely stílusát az 1940-es évek bordélyházai ihlették. Az éttermi rész 2010-ben zárt be, a klub pedig két évvel később követte. A Luxor emlékezetes éttermei közé tartozott a Tender is, amely elsősorban steakekben és tengeri fogásokban jeleskedett.
A Ra bár és éjszakai klub 1997 decemberében nyitotta meg kapuit, nevét az egyiptomi napistenről, Réről kapta. Egy átalakítást követően 2007-ben LAX Nightclub néven nyitott újra, a megnyitóbulit Britney Spears celebrálta. A két szintes, mintegy 2400 m²-es helyszín hamar népszerűvé vált a hírességek körében, és olyan befektetők álltak mögötte, mint Christina Aguilera és DJ AM. A klub sikeresnek bizonyult, és túlélte eredeti Los Angeles-i társát, mielőtt 2017-ben bezárt.

### Videójátékok és e-sport
A Luxor megnyitásakor egy 1700 m²-es videójátékterem, a VirtuaLand is a komplexum része volt, amelyet a Sega tervezett és üzemeltetett. Később Games of the Gods néven működött, egészen 2008-as megszűnéséig.
2017-ben a Luxor bejelentette, hogy bezárja az LAX éjszakai klubot, és helyén egy e-sport központot alakít ki. Az új helyszín Esports Arena néven, a hasonló nevű hálózat részeként 2018 márciusában nyílt meg, így ez lett az első e-sport aréna a Las Vegas Stripen, és mindössze a második az egész Las Vegas Völgy területén. A projekt célja elsősorban a fiatalabb, milleniál korosztály megszólítása volt. 2018 végén a HyperX-szel kötött partnerség nyomán az aréna új nevet kapott: HyperX Arena. A több szintes, 2800 m²-es létesítmény leglátványosabb eleme egy két emelet magas, gigantikus videófal. 2023-ig a HyperX Arena több mint 700 eseménynek adott otthont, és összesen meghaladta az 500 000 látogatót.

## Élő szórakoztatás
A Luxor eredetileg egy 900 férőhelyes vacsoraszínházzal is büszkélkedhetett, amelyet Pharaoh’s Dinner Theater néven nyitottak meg. Itt került színpadra a The Winds of the Gods című látványos produkció, amely az egyiptomi trón megszerzésére irányuló hatalmi harcot dolgozta fel. Az előadás részeként szekérversenyek, hastáncosok és még egy idomított elefánt is szórakoztatta a közönséget. A színház később egy Le Ice Show nevű jégprodukciónak adott otthont. A helyszín 1995 decemberében bezárt, hogy helyet adjon egy kongresszusi központnak.
A Luxorban egy 1200 férőhelyes színháztermet is kialakítottak, amelyet később kibővítettek 1500 fősre, és Luxor Theater néven vált ismertté. 1997-ben itt debütált az Imagine, A Theatrical Odyssey című látványos előadás, amely azonban 1999 végén búcsúzott a közönségtől. Helyét a világhírű Blue Man Group vette át, akik egészen 2005-ig léptek fel a Luxor színpadán. Ezt követően a társulat egy évtizeden át más Strip-beli üdülőhelyeken szerepelt, majd 2015-ben visszatért a Luxorba, amikor a Jabbawockeez táncegyüttes helyét átvéve újra birtokba vették a színházat.
A Hairspray című Broadway-musical 2006 februárjában került a Luxor színpadára, a Blue Man Group helyét átvéve. Ahogy a legtöbb Broadway-produkciónál, amely Las Vegasba került, az előadást itt is lerövidítették: a műsor teljes hossza 90 percre csökkent. A darab azonban nem váltotta be a reményeket, a jegyeladások gyengék maradtak, így mindössze négy hónap után levették a műsorról.

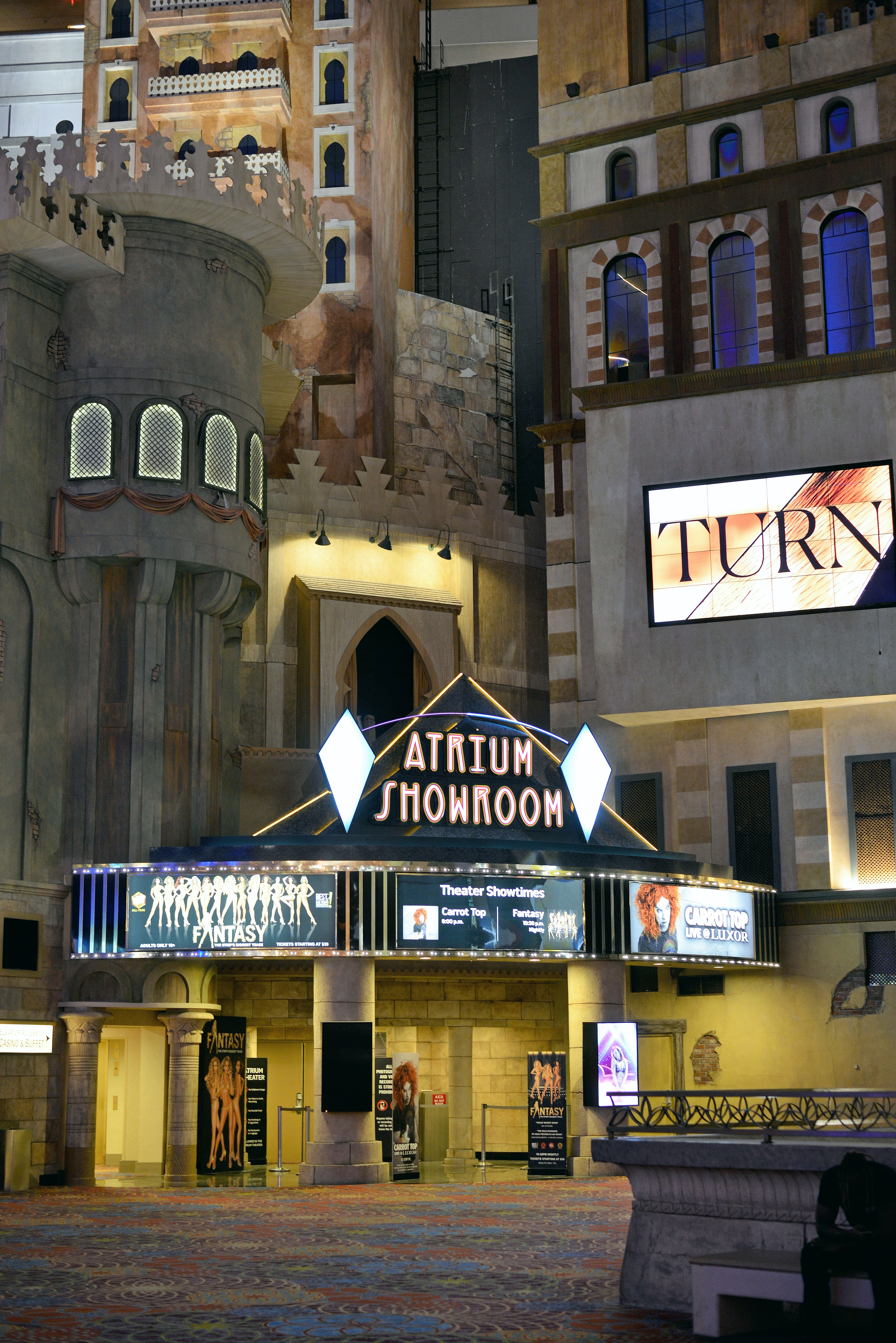
Az Atrium Showroom

Ezt követően a híres illuzionista, Criss Angel a Cirque du Soleil társulatával közösen hozott létre új show-t a Luxorban, amely a Believe címet viselte. A 2008-ban bemutatott előadás mérföldkőnek számított, hiszen ez volt az első Cirque-produkció, amely kifejezetten egyetlen sztárra épült. A premier után ugyan vegyes fogadtatásban részesült, de a társulat idővel nagyobb kreatív szabadságot adott Angelnek, aki finomított a műsoron. Believe ran until 2016, when Angel and Cirque debuted a new show at Luxor known as Mindfreak Live!, based on his television series Criss Angel Mindfreak (2005–2010). A Believe 2016-ig futott, majd helyét új előadás, a Mindfreak Live! vette át, amely Angel népszerű televíziós sorozatán (Criss Angel Mindfreak, 2005–2010) alapult. Criss Angel összességében egy évtizeden keresztül, 2018-ig adott elő a Luxor színpadán.
2019 októberében a Cirque du Soleil egy teljesen új koncepciójú műsorral állt elő, amely a R.U.N címet kapta. Az előadást akciófilm-szerű élményként hirdették, amely a színpadon „életre kel” a közönség számára. A produkció Criss Angel korábbi színházában kapott helyet, amelyet kifejezetten erre alakítottak át. A R.U.N élesen eltért a Cirque addigi hagyományaitól: akrobatikus mutatványok helyett rock and roll zenére épült, és látványos akcióelemeket, például motoros ugrásokat és pirotechnikai effekteket vonultatott fel. A műsort Robert Rodriguez írta, a zenét pedig Tyler Bates szerezte. A show ugyanakkor vegyes kritikákat kapott, a jegyeladások csalódást keltőek voltak, és nem állt rendelkezésre elegendő idő vagy pénz a program továbbfejlesztésére. Ennek következtében mindössze négy hónap után be kellett zárni.
2021-ben a Luxor színpadán debütált egy új varietéműsor, amely az America’s Got Talent televíziós tehetségkutatóból ismert produkciókat és fellépőket vonultatta fel. Az előadás eredetileg America’s Got Talent Las Vegas Live címen futott, és az MGM, a Syco Entertainment, valamint a Fremantle közös együttműködésében jött létre. 2023-ban a show új nevet kapott: America’s Got Talent Presents Superstars Live, és ekkorra már az 500. előadást is maga mögött tudhatta.
A Luxor nemcsak főszínházával, hanem a 350 férőhelyes Atrium Showroommal is várja a vendégeket. Itt debütált 1999-ben a Midnight Fantasy című topless revü, amely Anita Mann alkotása és produkciója volt. Az előadás címe később egyszerűsödött, és ma Fantasy néven ismert. 2005-ben csatlakozott a műsorhoz a humorista Carrot Top, aki eredetileg hároméves rezidenciaműsorra szerződött. Azóta is folyamatosan fellép a Luxorban, jelenlegi megállapodása szerint egészen 2030-ig.

## A populáris kultúrában
A Luxort gyakran a kilencvenes évek posztmodern építészetének egyik jellegzetes példájaként tartják számon. Ikonikus szfinxe még James Steele építészettörténész Architecture Today című könyvének borítóján is megjelent. Az üdülőhely számos filmben feltűnt, többek között a Showgirls (1995), a Szintetikus gyönyörök (1996) és a Támad a Mars! (1996) című alkotásokban. Az Egek ura (2009) című filmben a főszereplő Ryan Binghamot megkérik, hogy készítsen egy fotót a Luxor előtt. A Szárnyas fejvadász 2049 (2017) című filmben pedig a piramis jövőbeli, elhagyatott változata látható, amely más nevezetes Las Vegas-i épületekkel együtt egy posztapokaliptikus díszlet részeként jelenik meg.
Will Smith a szálloda előcsarnokában és a szfinx előtt forgatta le a Gettin’ Jiggy wit It (1998) című slágerének videóklipjét. A Luxor emellett több népszerű televíziós produkcióban is feltűnt, például a Fear Factor, a Criss Angel Mindfreak és a CSI: A helyszínelők epizódjaiban. A kaszinó egy virtuális változata, „The Camel’s Toe” néven, a Grand Theft Auto: San Andreas (2004) videójáték Las Venturas városrészében jelenik meg. A Call of Duty: Ghosts (2013) egyik küldetése is Las Vegasban játszódik, ahol egy egyiptomi stílusú kaszinó kapott helyet, amelyet a Luxor ihletett. A Cyberpunk 2077 (2020) Phantom Liberty (2023) kiegészítőjében pedig egy egyiptomi tematikájú éjszakai klub tűnik fel, amely ugyancsak a Luxor látványvilágát idézi.

## Galéria

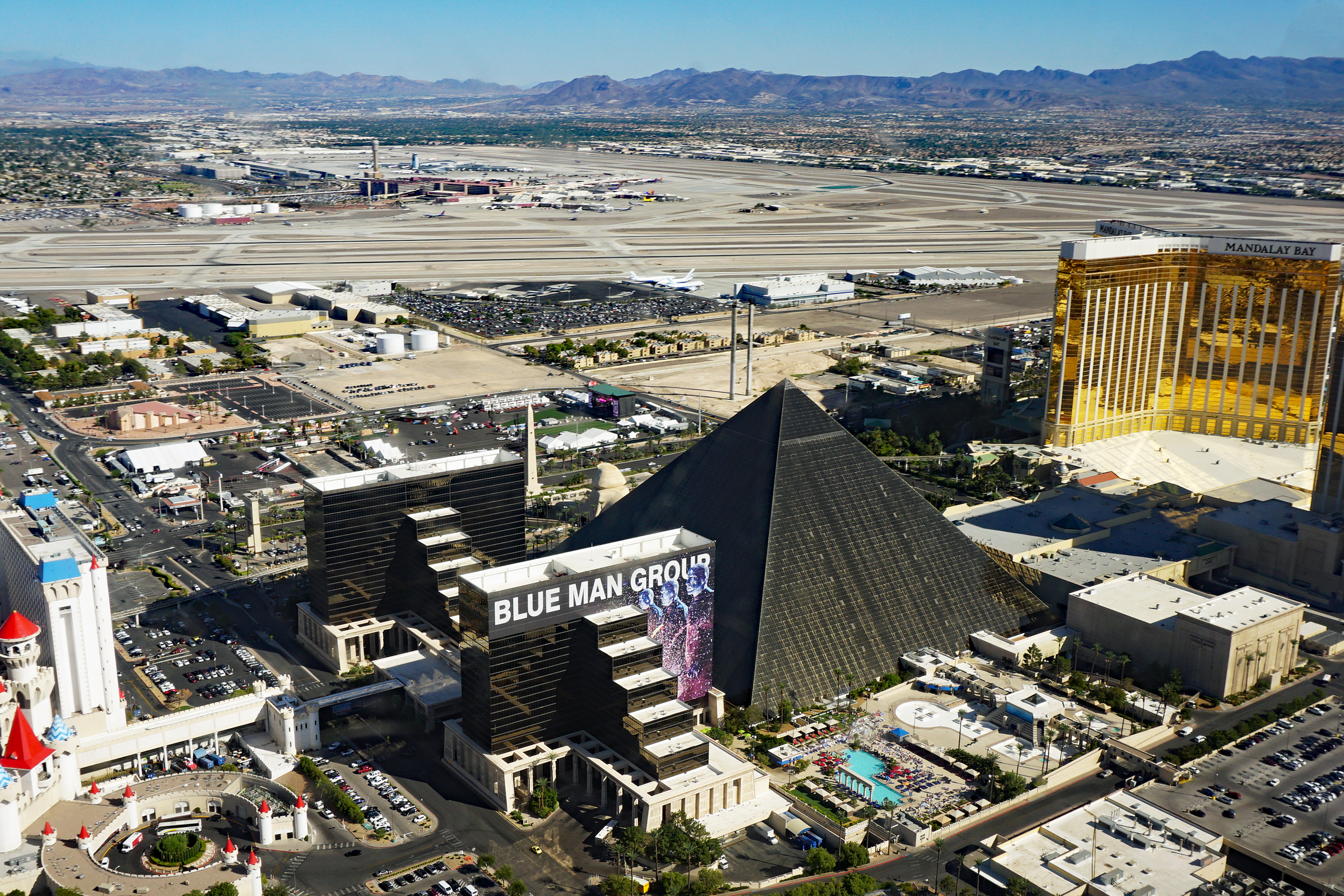
A piramis és a szomszédos tornyok légi felvétele
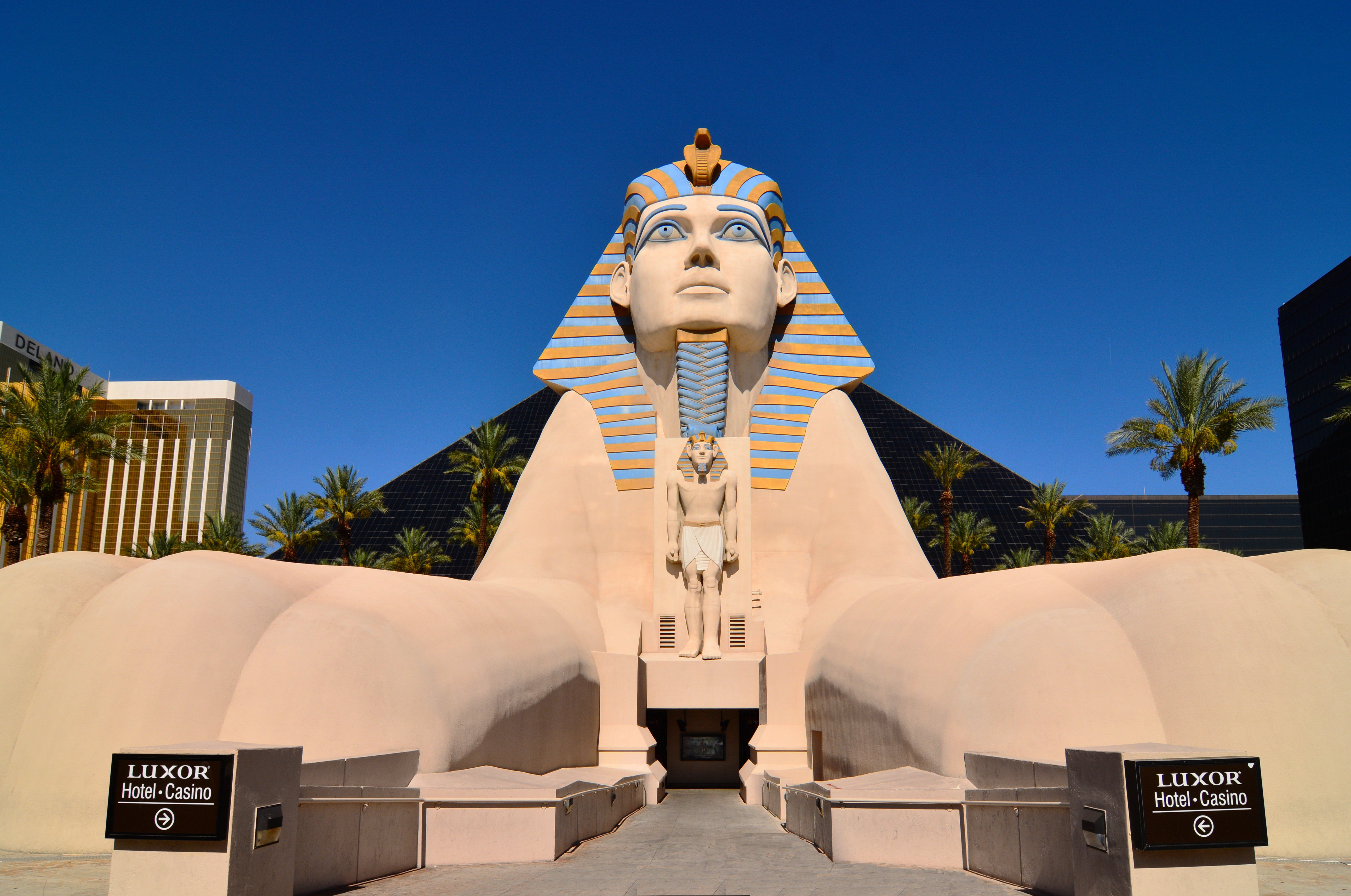
A Strip mentén található szfinx-bejárat
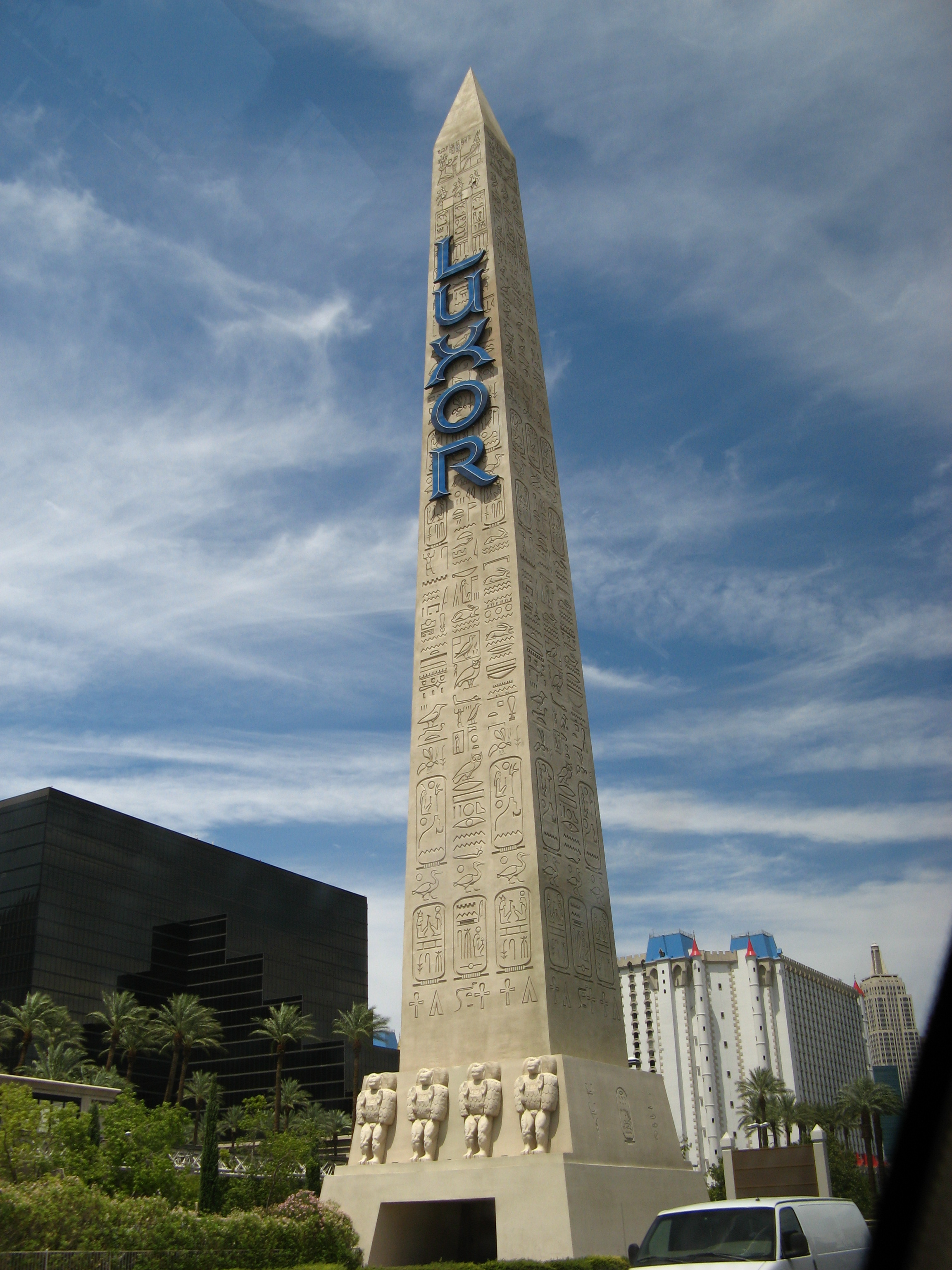
A Luxor külső obeliszkje
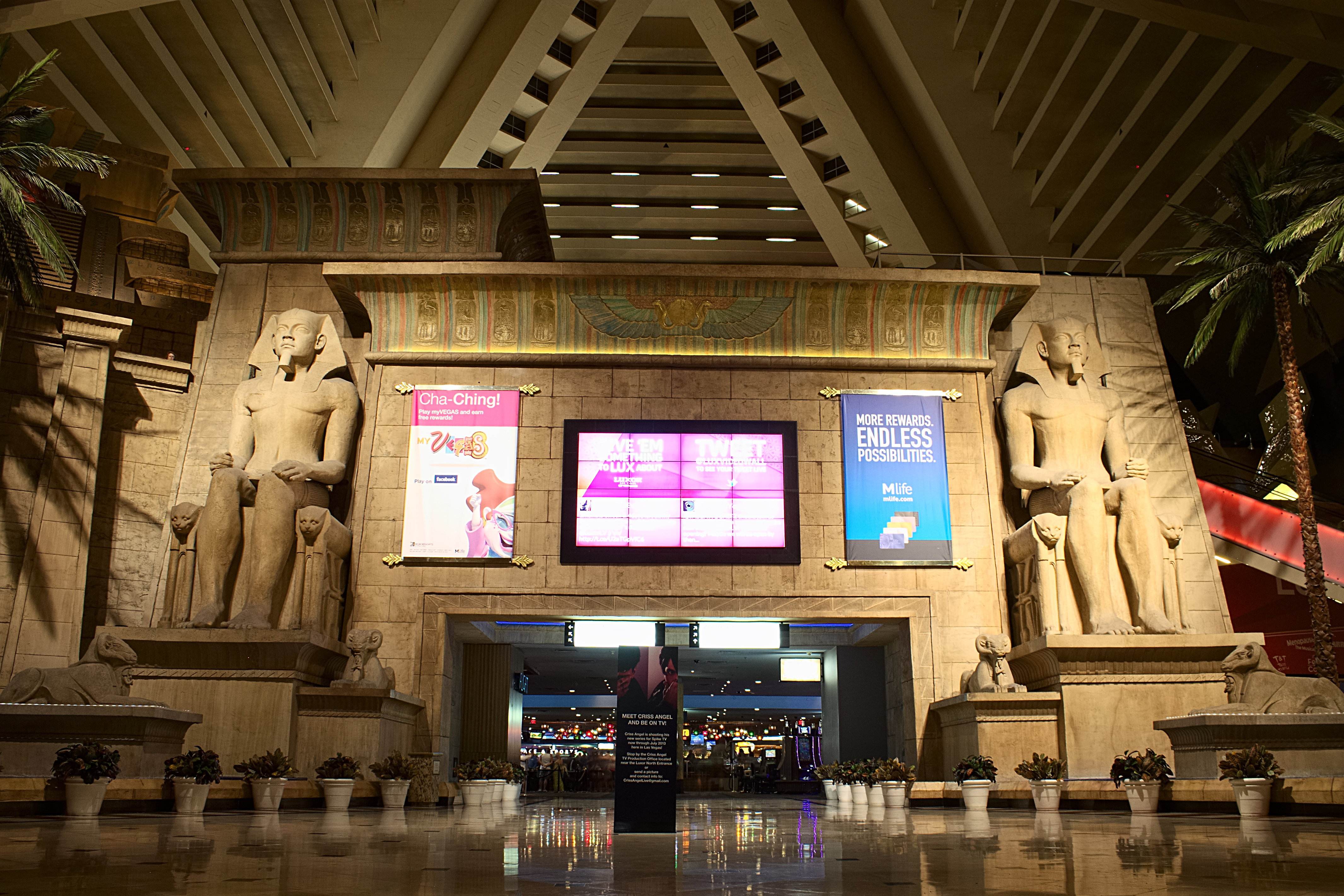
Egyiptomi építészet a piramis belsejében
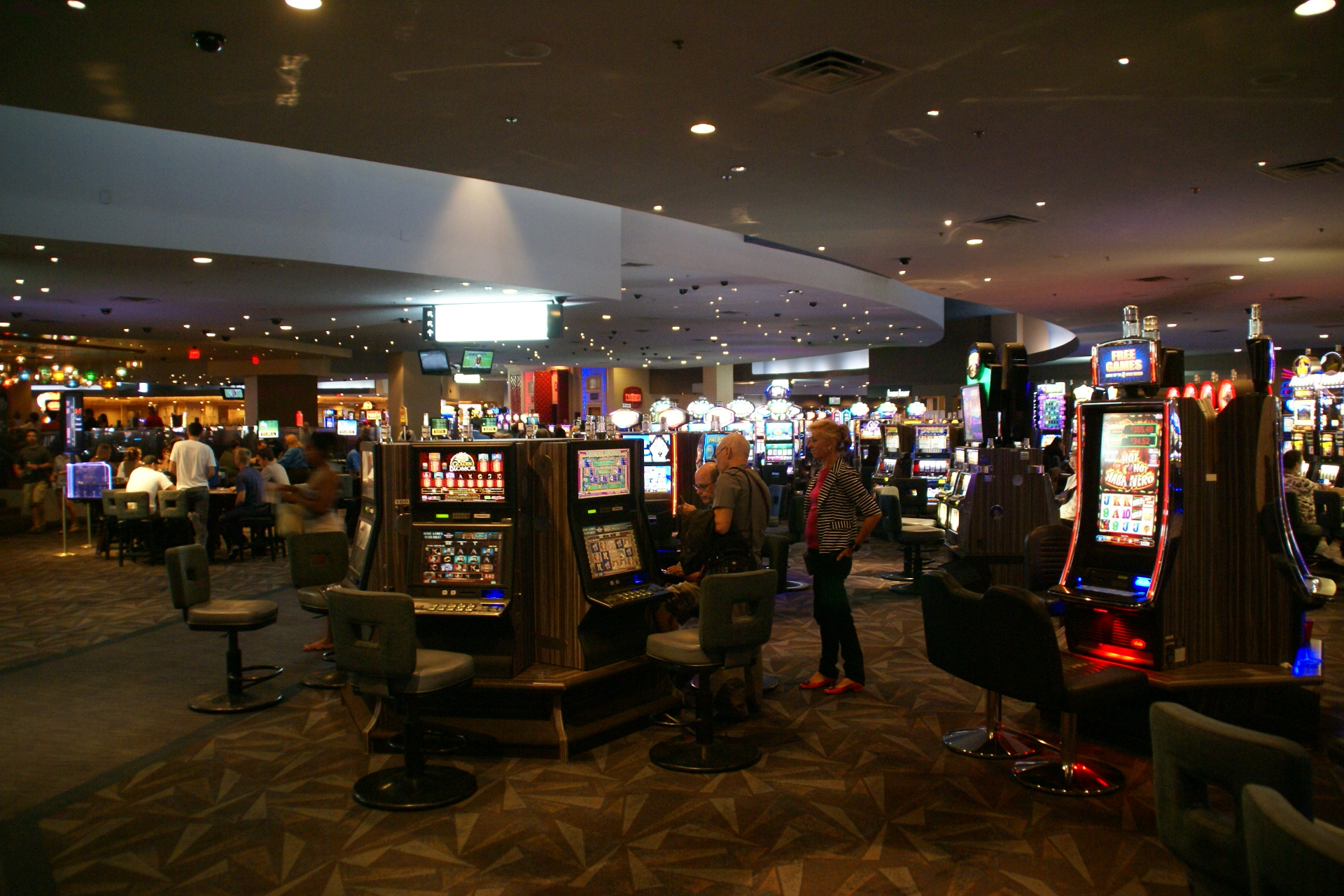
A Luxor kaszinója
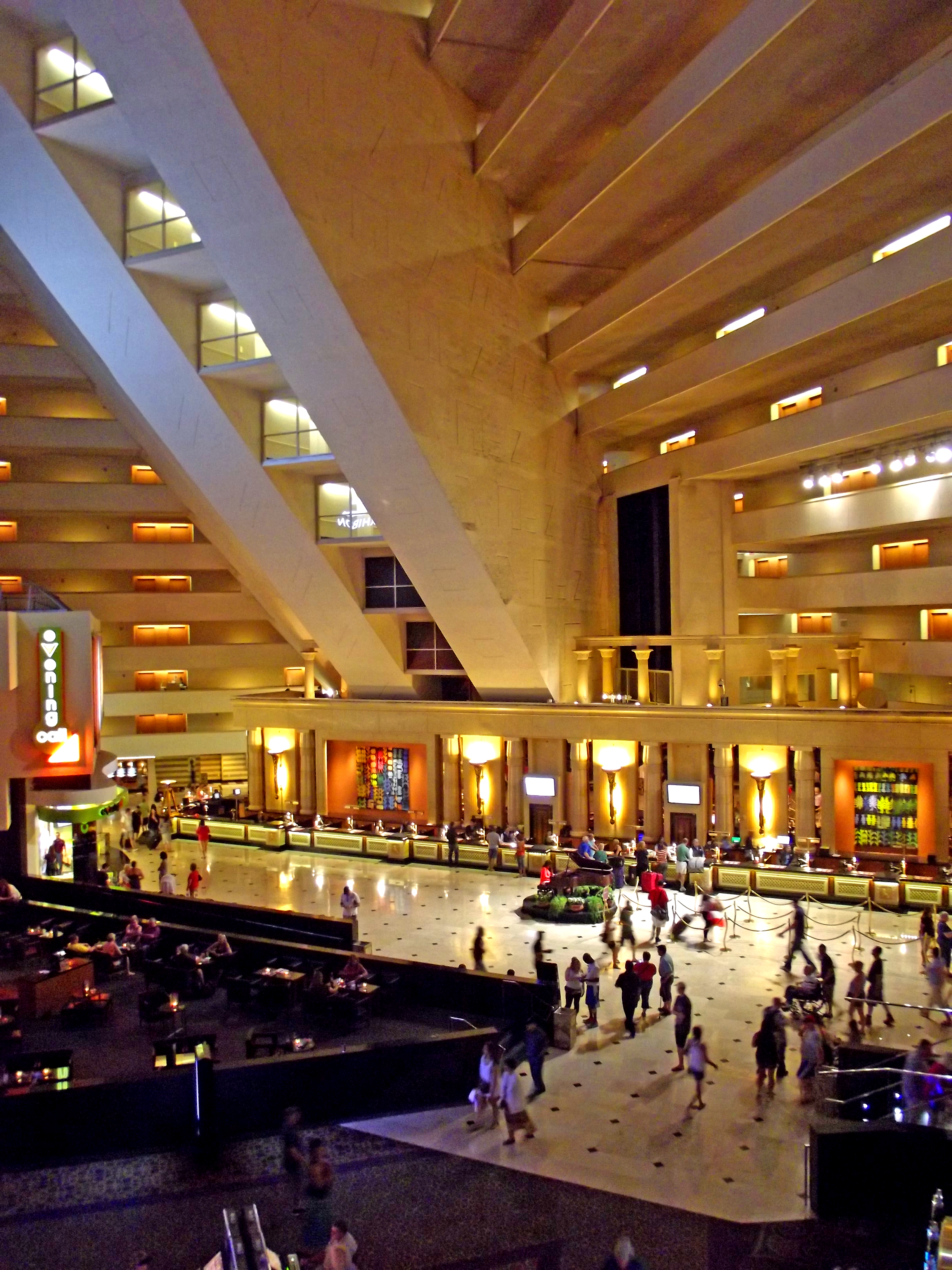
A Luxor előcsarnoka
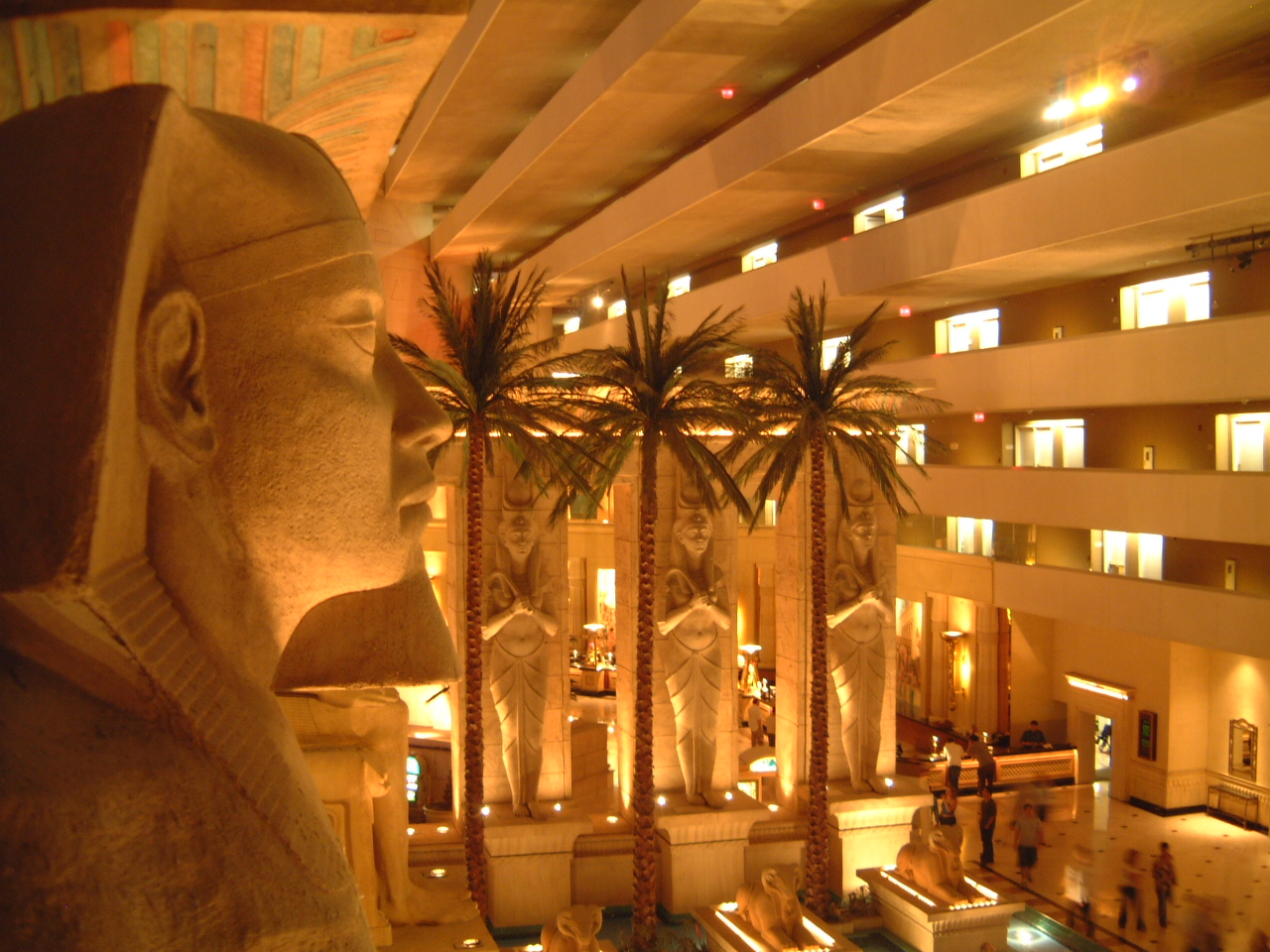
A Luxor előcsarnoka és néhány szobája
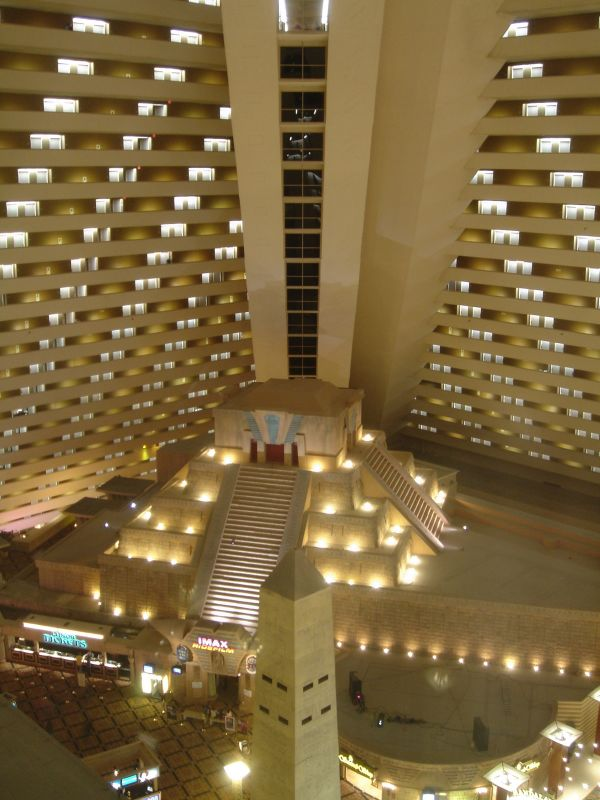
A Luxor előcsarnokának belső tere

## Fordítás
- Ez a szócikk részben vagy egészben  a   Luxor Las Vegas című angol Wikipédia-szócikk fordításán alapul.  Az eredeti cikk szerkesztőit annak laptörténete sorolja fel. Ez a jelzés csupán a megfogalmazás eredetét és a szerzői jogokat jelzi, nem szolgál a cikkben szereplő információk forrásmegjelöléseként.